# 磁通量量子化
磁通量量子化（Flux quantization）是一種超導體中的磁通量量子化現象，磁通量的最小單位為磁通量量子：
{\displaystyle \phi _{0}=h/2e}
其中h為普朗克常数，而e為基本电荷。
磁通量量子化出現在有外加磁場的第二類超導體中。當施加在第二型超導體的磁場小於臨界磁場Hc1時，由於邁斯納效應，超導體內沒有磁通，超導體會有超抗磁性，此情形下的磁學性質和第一類超導體相同。但若外加磁場小於另一個臨界值Hc2但大于Hc1時，會有離散的磁通量，而大部份材料仍然維持超導的特性。上述二個臨界磁場都會隨溫度而變化，一般表列的臨界磁場值，除非有特別說明，否則都是以零度時的外插值為準。